# Losillasaurus
Losillasaurus ('Losillahagedis') is een geslacht van plantenetende sauropode dinosauriërs, behorend tot de Eusauropoda, dat in Spanje leefde op de grens van het Malm en het Vroeg-Krijt.

## Vondst en naamgeving
De typesoort Losillasaurus giganteus werd in 2001 benoemd en beschreven door María Lourdes Casanovas, José-Vicente Santafé Llopis en José Luis Sanz Alonso. Een skelet is in de buurt van Aras de los Olmos, bij La Cañada (nabij Valencia) en het dorpje Losilla, tussen februari 1989 en 1995 opgegraven door de onderzoekers Casanovas en Santafé en de onderwijzer Francisco Moreno. De geslachtsnaam verwijst naar Losilla. De soortaanduiding betekent 'reusachtig' in het Latijn.
Het materiaal dat werd gevonden bij de opgraving, uit de Villar del Arzobispo-formatie die dateert uit het Kimmeridgien, bestond onder andere uit resten van de schedel, wervels van de nek, rug en staart, een voorpoot, de borstbeenderen en delen van het bekken van een jongvolwassen exemplaar. Een voorste staartwervel werd aangewezen als holotype, Lo-5. De paratypen zijn Lo-10 en Lo-23, een verdere voorste staartwervel en een doornuitsteeksel van zo'n wervel.
In 2009 werd de soort in groter detail beschreven door Francisco Gascó in een scriptie. Sinds datzelfde jaar is in dezelfde formatie een nieuw gigantisch specimen opgegraven bij San Lorenzo, MAP 6005-6118 dat in 2020 werd beschreven. Specimen SHN 180, een voorste staartwervel bij Baleal in Portugal gevonden, uit de Praia de Amoreira-Porto Novo-formatie, is aan de soort toegewezen. Extra beenderen werden gemeld van het holotype.

## Beschrijving
Het gevonden skelet van Losillasaurus behoort tot een zeer fors dier. Het opperarmbeen is 143 centimeter lang wat wijst op een lichaamslengte van zo'n twintig meter. Gascó schatte de lengte in 2009 op vijftien à achttien meter.

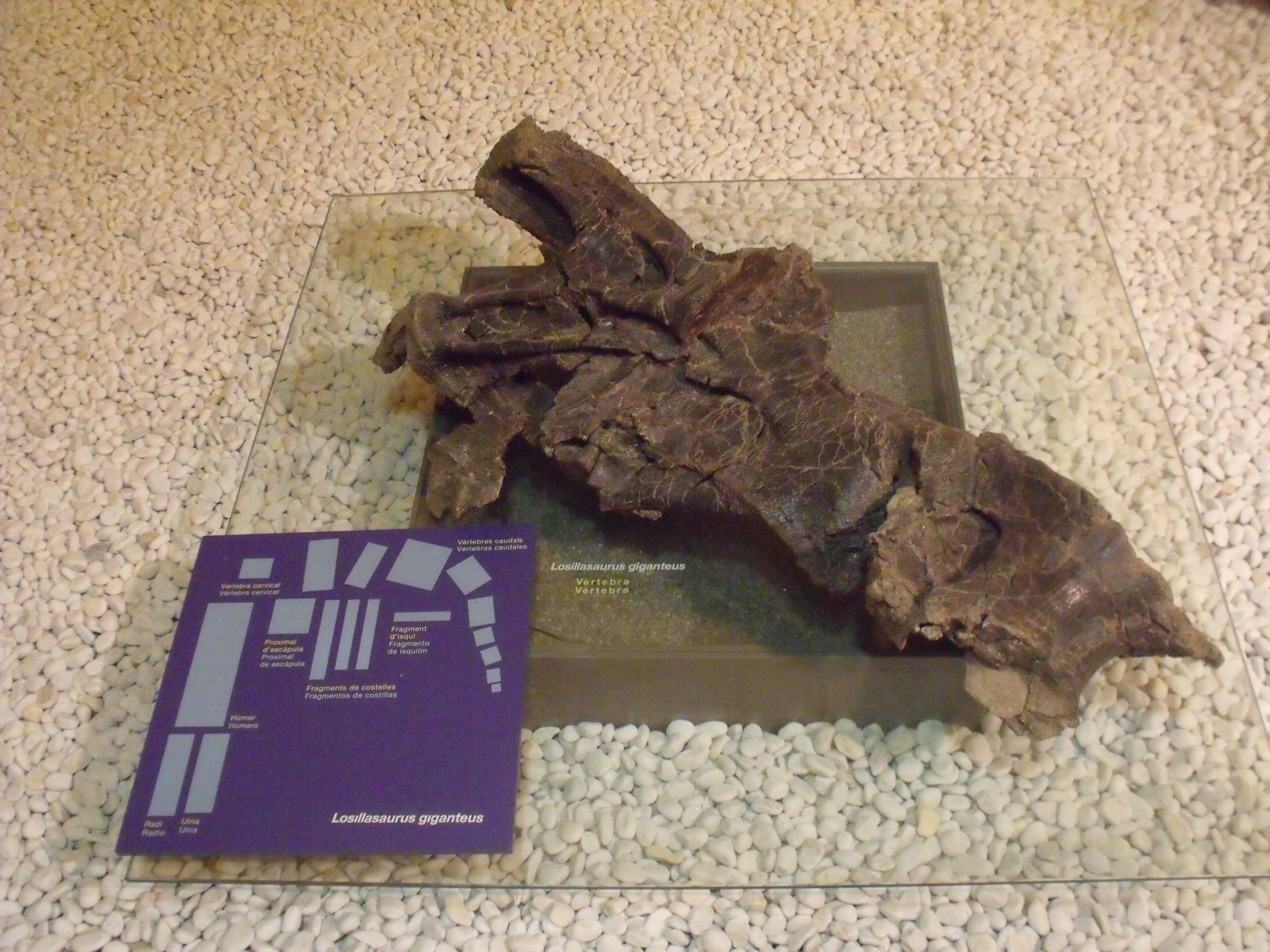
Een ruggenwervel

Het nieuwe geslacht kon worden vastgesteld op basis van twee autapomorfieën en een unieke combinatie van synapomorfieën. De twee autapomorfieën waren: Bij de voorste staartwervels hebben de zijkanten van de doornuitsteeksels van boven bezien een naar buiten gebogen profiel in de vorm van een kromzwaard. Bij deze doornuitsteeksels is de verhouding tussen de totale hoogte en de basis van voren naar achteren gemeten ongeveer 0,5.
In 2020 werden zeven extra autapomorfieën gegeven. De buitenzijden van de praemaxilla en het bovenkaaksbeen tonen langwerpige verticale groeven. De maxillaire tanden hebben een tweede spits op de achterrand. Ten minste op de vierde tot en met tiende staartwervel bevindt zich een verticale richel op de voorste buitenzijde van het doornuitsteeksel. De doornuitsteeksels van de staartwervels hebben een lengtegroeve op het bovenvlak, het diepst bij de eerste en tweede wervel, ondiep van de derde tot en met dertigste wervel. De lengteas van de opening van het foramen obturatum staat haaks op de lengteas van het schaambeen als geheel. De trochanter op de buitenzijde van het kuitbeen is hol en ruw. De binnenste onderste gewrichtsknobbel van het dijbeen is tweemaal zo groot als de buitenste.
De tweede autapomorfie die in 2001 gegeven werd, de verhouding tussen hoogte en basis van de doornuitsteeksels van de voorste staartwervels, werd in 2020 ingetrokken omdat het kenmerk een artefact bleek te zijn veroorzaakt door tafonomische vervorming van de doornuitsteeksels van de fossielen.

## Fylogenie
Uit onderzoek naar de resten bleek dat Losillasaurus overeenkomsten vertoonde met Haplocanthosaurus en Diplodocus. Een cladistische analyse had tot uitkomst dat Losillasaurus basaal in de Diplodocoidea stond. Deze analyse was echter erg beperkt van opzet. Latere studies toonden een positie in de basalere Turiasauria. In 2020 viel Losillasaurus uit als zustersoort van Turiasaurus.